# Novomanuilivka, Petrove
Novomanuilivka (în ucraineană Новомануйлівка) este un sat în așezarea urbană Petrove din regiunea Kirovohrad, Ucraina.

## Demografie
Componența lingvistică a localității Novomanuilivka
     Ucraineană (97,47%)
     Rusă (2,53%)
Conform recensământului din 2001, majoritatea populației localității Novomanuilivka era vorbitoare de ucraineană (97,47%), existând în minoritate și vorbitori de rusă (2,53%).